# Nathalie Wijnants
Nathalie Wijnants (Leuven, 14 januari 1976) is een Vlaams actrice, vooral bekend van haar rollen in Thuis en Amika.

## Levensloop
Wijnants studeerde in 1997 af aan het conservatorium van Brussel. Ze deed auditie voor de rol van Sara, de dochter van de seropositieve Charles Bastiaens in de Vlaamse televisieserie Thuis. Voor deze rol werd ze niet geselecteerd, maar bij haar tweede Thuis-auditie kreeg ze wel een rol. Ze speelde tien seizoenen lang de lieve, kwetsbare Eva. In 2001 hield ze op met werken en kreeg een kind. Wijnants speelde verder gastrollen in allerhande soaps en sitcoms en tijdens de eerste Thuis-jaren speelde ze in enkele theaterproducties. Wijnants woont samen en heeft twee kinderen.

## Televisie
- De Kotmadam (1994) - als Hilde
- Thuis (1997-2007) - als Eva Verbist
- Hof van Assisen (1998) - als Andrea De Schepper
- Flikken (1999) - als An Verpoort
- Sedes & Belli (2002) - als Nadia Segers
- Amika (2009-2011)  - als tante Saskia Jacobs
- Zone Stad (2011) - als Rinke Herteleer
- Ella (2011) - als vrouw van Walter
- Familie (2011, 2012) - als inspecteur Anita Degeling
- Aspe (2013) - als Katrien De Jongh
- Danni Lowinski (2013) - als Marianne Vandertaelen
- Binnenstebuiten (2013) - als Britt
- Kosmoo (2016)
- De regel van 3S (2017) - als moeder van Jana

## Film
- Er was eens... Luna (2003)
- Make-Up (2008) - als Loi

## Theater
- De Kiekeboes: Baas boven baas - Deborah
- Opgedroogde verhaallijn samen met Patsy Van der Meeren en Marijke Hofkens
- Tien kleine negertjes - Vera Claythorne (2011)
- Moord op de Nijl - Jaqueline (2012)
- Eens Katholiek - Zuster Basil (2013)
- Amadeus - Constanze Weber (2013)
- Allo Allo (tournee) - Helga Geerhart (2013)
- De Muizenval - Mollie Ralston (2014)
- Calendar Girls - Brenda, Madame Wittamer, Daisy (2014)
- De collega's - Angèle Persez (2016)
- The Elephant Man - Mrs. Kendal (2016)
- Een Inspecteur Belt Aan - Sheila Birling (2018)
- Gaslicht - Bella Manningham (2024-2025)
- La Cage aux folles - Mevr. Heiligmans (2025)